# Liechtenstein az 1988. évi téli olimpiai játékokon
Liechtenstein a kanadai Calgaryban megrendezett 1988. évi téli olimpiai játékok egyik részt vevő nemzete volt. Az országot az olimpián 3 sportágban 13 sportoló képviselte, akik összesen 1 érmet szereztek.

## Érmesek
| Érem  | Versenyző     | Sportág  | Versenyszám      |
| ----- | ------------- | -------- | ---------------- |
| Bronz | Paul Frommelt | Alpesisí | Férfi műlesiklás |

## Alpesisí
Férfi
| Versenyző      | Versenyszám            | 1. futam      | 1. futam      | 2. futam      | 2. futam      | Összesítés    | Összesítés    |
| Versenyző      | Versenyszám            | Idő           | Hely.         | Idő           | Hely.         | Idő           | Helyezés      |
| -------------- | ---------------------- | ------------- | ------------- | ------------- | ------------- | ------------- | ------------- |
| Robert Büchel  | Lesiklás               |               |               |               |               | 2:08,66       | 39.           |
| Robert Büchel  | Óriás-műlesiklás       | 1:08,55       | 31.           | nem ért célba | nem ért célba | kiesett       | kiesett       |
| Robert Büchel  | Szuperóriás-műlesiklás |               |               |               |               | nem ért célba | nem ért célba |
| Paul Frommelt  | Műlesiklás             | 51,69         | 4.            | 48,15         | 4.            | 1:39,84       |               |
| Gregor Hoop    | Lesiklás               |               |               |               |               | 2:08,50       | 38.           |
| Gregor Hoop    | Műlesiklás             | nem ért célba | nem ért célba | kiesett       | kiesett       | kiesett       | kiesett       |
| Günther Marxer | Óriás-műlesiklás       | 1:08,00       | 27.           | 1:04,72       | 23.           | 2:12,72       | 25.           |
| Günther Marxer | Szuperóriás-műlesiklás |               |               |               |               | 1:44,16       | 17.           |
| Gerald Näscher | Műlesiklás             | nem ért célba | nem ért célba | kiesett       | kiesett       | kiesett       | kiesett       |
| Andreas Wenzel | Óriás-műlesiklás       | 1:05,65       | 4.            | 1:03,38       | 11.           | 2:09,03       | 6.            |
| Andreas Wenzel | Szuperóriás-műlesiklás |               |               |               |               | 1:43,00       | 12.           |
| Silvio Wille   | Lesiklás               |               |               |               |               | 2:07,77       | 36.           |
| Silvio Wille   | Műlesiklás             | kizárták      | kizárták      | kiesett       | kiesett       | kiesett       | kiesett       |
| Silvio Wille   | Óriás-műlesiklás       | 1:09,20       | 34.           | 1:05,88       | 30.           | 2:15,08       | 29.           |
| Silvio Wille   | Szuperóriás-műlesiklás |               |               |               |               | 1:46,08       | 28.           |

| Versenyző     | Versenyszám | Lesiklás | Lesiklás | Lesiklás | Műlesiklás | Műlesiklás | Műlesiklás | Műlesiklás | Műlesiklás | Műlesiklás | Műlesiklás | Összesítés | Összesítés |
| Versenyző     | Versenyszám | Lesiklás | Lesiklás | Lesiklás | 1. futam   | 1. futam   | 2. futam   | 2. futam   | Össz.      | Össz.      | Össz.      | Összesítés | Összesítés |
| Versenyző     | Versenyszám | Idő      | Pont     | Hely.    | Idő        | Hely.      | Idő        | Hely.      | Idő        | Pont       | Hely.      | Pont       | Helyezés   |
| ------------- | ----------- | -------- | -------- | -------- | ---------- | ---------- | ---------- | ---------- | ---------- | ---------- | ---------- | ---------- | ---------- |
| Robert Büchel | Összetett   | 1:53,96  | 77,93    | 32.      | 46,96      | 18.        | 45,42      | 16.        | 1:32,38    | 58,77      | 16.        | 136,70     | 20.        |
| Paul Frommelt | Összetett   | 1:56,82  | 109,50   | 40.      | 43,33      | 4.         | 43,20      | 9.*        | 1:26,53    | 12,62      | 5.         | 122,12     | 16.        |
| Gregor Hoop   | Összetett   | 1:53,21  | 69,65    | 29.      | 45,95      | 15.        | 44,68      | 14.        | 1:30,63    | 44,97      | 14.        | 114,62     | 14.        |
| Silvio Wille  | Összetett   | 2:21,71  | 384,25   | 48.      | kizárták   | kizárták   | kiesett    | kiesett    | kiesett    | kiesett    | kiesett    | kiesett    | kiesett    |

Női
| Versenyző       | Versenyszám            | 1. futam      | 1. futam      | 2. futam      | 2. futam      | Összesítés    | Összesítés    |
| Versenyző       | Versenyszám            | Idő           | Hely.         | Idő           | Hely.         | Idő           | Helyezés      |
| --------------- | ---------------------- | ------------- | ------------- | ------------- | ------------- | ------------- | ------------- |
| Jolanda Kindle  | Lesiklás               |               |               |               |               | 1:32,88       | 26.           |
| Jolanda Kindle  | Műlesiklás             | 52,56         | 25.           | kizárták      | kizárták      | kiesett       | kiesett       |
| Jolanda Kindle  | Óriás-műlesiklás       | nem ért célba | nem ért célba | kiesett       | kiesett       | kiesett       | kiesett       |
| Jacqueline Vogt | Lesiklás               |               |               |               |               | nem ért célba | nem ért célba |
| Jacqueline Vogt | Műlesiklás             | 53,94         | 29.           | nem ért célba | nem ért célba | kiesett       | kiesett       |
| Jacqueline Vogt | Óriás-műlesiklás       | 1:03,95       | 31.           | 1:10,69       | 20.           | 2:14,64       | 21.           |
| Jacqueline Vogt | Szuperóriás-műlesiklás |               |               |               |               | nem ért célba | nem ért célba |

| Versenyző       | Versenyszám | Lesiklás | Lesiklás | Lesiklás | Műlesiklás | Műlesiklás | Műlesiklás | Műlesiklás | Műlesiklás | Műlesiklás | Műlesiklás | Összesítés | Összesítés |
| Versenyző       | Versenyszám | Lesiklás | Lesiklás | Lesiklás | 1. futam   | 1. futam   | 2. futam   | 2. futam   | Össz.      | Össz.      | Össz.      | Összesítés | Összesítés |
| Versenyző       | Versenyszám | Idő      | Pont     | Hely.    | Idő        | Hely.      | Idő        | Hely.      | Idő        | Pont       | Hely.      | Pont       | Helyezés   |
| --------------- | ----------- | -------- | -------- | -------- | ---------- | ---------- | ---------- | ---------- | ---------- | ---------- | ---------- | ---------- | ---------- |
| Jolanda Kindle  | Összetett   | 1:21,23  | 73,61    | 27.      | 41,82      | 7.         | 43,60      | 10.        | 1:25,42    | 39,10      | 8.         | 112,72     | 16.        |
| Jacqueline Vogt | Összetett   | 1:20,81  | 67,13    | 26.      | 43,17      | 15.        | 45,14      | 17.        | 1:28,31    | 63,09      | 17.        | 130,22     | 18.        |

* - egy másik versenyzővel azonos eredményt ért el

## Sífutás
Férfi
| Versenyző         | Versenyszám | Eredmény      | Helyezés      |
| ----------------- | ----------- | ------------- | ------------- |
| Benjamin Eberle   | 15 km       | 46:49,3       | 50.           |
| Benjamin Eberle   | 30 km       | 1:34:53,8     | 47.           |
| Patrick Hasler    | 15 km       | 47:07,3       | 51.           |
| Patrick Hasler    | 30 km       | 1:43:26,7     | 74.           |
| Konstantin Ritter | 15 km       | nem ért célba | nem ért célba |
| Konstantin Ritter | 30 km       | 1:37:47,6     | 58.           |
| Konstantin Ritter | 50 km       | nem indult    | nem indult    |

## Szánkó
| Versenyző  | Versenyszám | 1. futam | 1. futam | 2. futam      | 2. futam      | 3. futam | 3. futam | 4. futam | 4. futam | Összesítés | Összesítés |
| Versenyző  | Versenyszám | Idő      | Hely.    | Idő           | Hely.         | Idő      | Hely.    | Idő      | Hely.    | Idő        | Helyezés   |
| ---------- | ----------- | -------- | -------- | ------------- | ------------- | -------- | -------- | -------- | -------- | ---------- | ---------- |
| Peter Beck | Férfi egyes | 47,319   | 20.      | nem ért célba | nem ért célba | kiesett  | kiesett  | kiesett  | kiesett  | kiesett    | kiesett    |